# Justin Tan
Pour les articles homonymes, voir Cheng.
Justin Tan est un joueur d'échecs australien né le 19 mars 1997. 
Au 1er mai 2021, il est le quatrième joueur australien avec un classement Elo de 2 527 points.

## Biographie et carrière
Justin Tan remporta le  championnat de Grande-Bretagne junior (moins de 21 ans) en 2016 et finit troisième ex æquo du championnat d'échecs de Grande-Bretagne en 2016. En 2018, il remporta l'open de Paracin et obtint le titre de grand maître international.
En 2012 et 2013, il joua au premier échiquier de l'Australie pour l'olympiade des moins de 16 ans.
En avril 2021, il remporte la Doeberl Cup, tournoi Premier au départage devant l'Anglais Daniel Fernandez et les meilleurs joueurs australiens avec 7,5 points sur 9.